# شامسة منحنية
شامسة منحنية (الاسم العلمي:Heliothis subflexa) هي نوع من الحشرات يتبع جنس الشامسة من فصيلة الليليات.